# Каванісі (Ямаґата)

38°0′16″ пн. ш. 140°2′45″ сх. д. / 38.00444° пн. ш. 140.04583° сх. д.
Кавані́сі (яп. 川西町, かわにしまち, МФА: [kawaɲiɕi mat͡ɕi̥]) — містечко в Японії, в повіті Хіґасі-Окітама префектури Ямаґата. Станом на 1 жовтня 2008 площа містечка становила 166,46 км². Станом на 1 січня 2009 населення містечка становило 17 811 осіб.